# آنتونی واکارلو
آنتونی واکارلو (انگلیسی: Anthony Vaccarello؛ زادهٔ ۱۸ ژانویهٔ ۱۹۸۲) طراح مد اهل بلژیک است. وی از سال ۲۰۰۶ میلادی تاکنون مشغول فعالیت بوده‌است.